# Liberian Girl
"Liberian Girl" er en kærlighedssang fra Michael Jacksons Bad-plade, der udkom i 1987. Sangen er en kærlighedssang, og den er skrevet og komponeret af Michael Jackson selv. Sangen er nummer fire på tracklisten. På trods af, at den har en tilhørende musikvideo, er den aldrig blevet noget særlig stort hit.

## Musikvideo
I musikvideoen medvirker en lang række af Jacksons kendte venner. Personerne er listet i den rækkefælge hvor de medvirker:
- Beverly Johnson
- Malcolm-Jamal Warner
- Sherman Hemsley
- Mayim Bialik
- Brigitte Nielsen
- Paula Abdul
- Carl Weathers
- Whoopi Goldberg
- Quincy Jones
- Jackie Collins
- Amy Irving
- Jasmine Guy
- Rosanna Arquette
- Lou Diamond Phillips
- Olivia Newton-John
- John Travolta
- Corey Feldman
- Steven Spielberg
- Debbie Gibson
- Rick Schroder
- Blair Underwood
- "Weird Al" Yankovic
- Bubbles
- Suzanne Somers
- Lou Ferrigno
- Don King og "Søn"
- Virginia Madsen
- David Copperfield
- Billy Dee Williams
- Richard og Emily Dreyfuss
- Danny Glover
- Olivia Hussey
- Dan Aykroyd
- Steve Guttenberg

## Spor
7-inch
1. "Liberian Girl" (edit) – 3:40
2. "Girlfriend" – 3:05

12-inch
1. "Liberian Girl" (edit) – 3:40
2. "Get on the Floor" – 4:44
3. "Girlfriend" – 3:05

CD single
1. "Liberian Girl" (edit) – 3:40
2. "Girlfriend" – 3:05
3. "The Lady in My Life" – 5:00
4. "Get on the Floor" – 4:44

CD 3-inch
1. "Liberian Girl" (edit) – 3:40
2. "Get on the Floor" – 4:44
3. "Girlfriend" – 3:05

## Hitlister
| Hitliste (1989)                                  | Højeste placering |
| ------------------------------------------------ | ----------------- |
| Australien (ARIA)                                | 50                |
| Belgien (Ultratop 50 Flanderen)                  | 12                |
| Frankrig (SNEP)                                  | 15                |
| Irland (IRMA)                                    | 1                 |
| Holland (Dutch Top 40)                           | 15                |
| Holland (Single Top 100)                         | 14                |
| New Zealand (RIANZ)                              | 31                |
| Poland (LP3)                                     | 4                 |
| Schweiz (Schweizer Hitparade)                    | 12                |
| Storbritannien Singles (Official Charts Company) | 13                |
| Vesttyskland (Official German Charts)            | 23                |

| Hitliste (2009)                                  | Højeste placering |
| ------------------------------------------------ | ----------------- |
| French Digital Singles Chart (SNEP)              | 34                |
| Schweiz (Schweizer Hitparade)                    | 36                |
| Storbritannien Singles (Official Charts Company) | 86                |